# Zakładnik (film 2004)
Zakładnik (ang. Collateral) – amerykański film sensacyjny z 2004 roku w reżyserii Michaela Manna.

## Fabuła
Akcja toczy się w ciągu jednej nocy. Max (Jamie Foxx) jest taksówkarzem w Los Angeles. Gdy Vincent (Tom Cruise), wsiada do jego samochodu, nic nie wskazuje na dramatyczny przebieg wydarzeń. Okazuje się jednak, że Vincent jest płatnym mordercą, zaangażowanym przez kartel narkotykowy. Ma on za zadanie zlikwidowanie pięciu świadków FBI. Wydarzenia stopniowo się komplikują. Max zostaje wzięty przez Vincenta za zakładnika i zmuszony do współpracy. Losy obydwu zostają diametralnie zmienione tej nocy.

## Obsada
- Tom Cruise jako Vincent
- Jamie Foxx jako Max
- Jada Pinkett-Smith jako Annie
- Mark Ruffalo jako Fanning
- Javier Bardem jako Felix

## Nagrody i nominacje
Oscary za rok 2004
- Najlepszy montaż - Jim Miller, Paul Rubell (nominacja)
- Najlepszy aktor drugoplanowy - Jamie Foxx (nominacja)

Złote Globy 2004
- Najlepszy aktor drugoplanowy - Jamie Foxx (nominacja)

Nagrody BAFTA 2004
- Najlepsze zdjęcia - Dion Beebe, Paul Cameron
- Nagroda im. Davida Leana za najlepszą reżyserię - Michael Mann (nominacja)
- Najlepszy scenariusz oryginalny - Stuart Beattie (nominacja)
- Najlepszy dźwięk - Elliott Koretz, Lee Orloff, Michael Minkler, Myron Nettinga (nominacja)
- Najlepszy montaż - Jim Miller, Paul Rubell (nominacja)
- Najlepszy aktor drugoplanowy - Jamie Foxx (nominacja)

Nagrody Saturn 2004
- Najlepszy film akcji/przygodowy/thriller (nominacja)
- Najlepsza reżyseria - Michael Mann (nominacja)
- Najlepszy scenariusz - Stuart Beattie (nominacja)
- Najlepszy aktor - Tom Cruise (nominacja)

Nagroda Satelita 2004
- Najlepszy dźwięk - Lee Orloff, Elliott Koretz, Michael Minkler, Myron Nettinga
- Najlepszy montaż - Jim Miller, Paul Rubell
- Najlepszy scenariusz oryginalny - Stuart Beattie (nominacja)
- Najlepsze efekty specjalne - John E. Sullivan (nominacja)
- Najlepszy aktor drugoplanowy w dramacie - Jamie Foxx (nominacja)